# Mission spéciale Lady Chaplin
Série Agent 077
Fureur sur le Bosphore
(1965)
Pour plus de détails, voir Fiche technique et Distribution.
Mission spéciale Lady Chaplin (Missione speciale Chaplin) est un film d'espionnage franco-hispano-italien d'Alberto De Martino et Terence Hathaway sorti en 1966.

## Synopsis
À Madrid, Dick Malloy, agent secret, reçoit une mission : Retrouver un sous-marin porté disparu depuis des années. Au cours de l'opération, Malloy découvre que l'appareil est devenu la propriété d'un gang dirigé par Lady Chaplin. Ils ont en leur possession seize missiles nucléaires.

## Fiche technique
- Titre original : Missione speciale Lady Chaplin
- Titre français : Mission spéciale Lady Chaplin
- Titre international : Special Mission Lady Chaplin
- Réalisation : Alberto De Martino et Terence Hathaway
- Scénario : Sandro Continenza, Marcello Coscia et Hipólito de Diego, d'après une histoire de Sandro Continenza, Marcello Coscia, Hipólito de Diego et Giovanni Simonelli
- Direction artistique : Nedo Azzini
- Décors : Ramiro Gómez
- Costumes : Frederico Forquet et Gaia Romanini
- Photographie : Frederico G. Larraya et Alejandro Ulloa
- Son : Umberto Picistrelli
- Montage : Otello Colangeli
- Musique : Bruno Nicolai et Giovanni Simonelli
- Production : Edmondo Amati (en) et Jacques Roitfeld
- Sociétés de production : Sincronía, Fida Cinematografica, Les Productions Jacques Roitfeld
- Sociétés de distribution : Fida Cinematografica (Italie), Compagnie française de distribution cinématographique (France)
- Pays :  Italie,  Espagne,  France
- Format : Couleur (Technicolor) - 35 mm - 2,35:1 (Techniscope) - Son mono (Westrex Recording System)
- Genre : Film d'espionnage
- Durée : 99 minutes
- Dates de sortie :
  - Italie : 12 août 1966
  - Espagne : 12 juin 1967
  - France : 18 juin 1967

## Distribution
- Ken Clark (VF : Gabriel Cattand) : Dick Malloy alias l'agent 077
- Daniela Bianchi : Lady Arabella Chaplin
- Helga Liné (VF : Claire Guibert) : Hilde
- Jacques Bergerac (VF : Jean Fontaine) : Kobre Zoltan
- Mabel Karr : Jacqueline
- Alfredo Mayo (VF : William Sabatier) : Sir Hillary
- Philippe Hersent (VF : Jacques Berthier) : Heston, le chef du contre-espionnage
- Evelyn Stewart : Constance Day
- Tomás Blanco (VF : Gérard Férat) : le commissaire Soler
- Rufino Inglès (VF : Lucien Bryonne) : le docteur